# Giulio Manfredonia
Giulio Manfredonia (* 3. November 1967 in Rom) ist ein italienischer Filmregisseur.

## Leben
Manfredonia arbeitete seit 1988 bei zahlreichen Filmen als Regieassistent, so mit Luigi Comencini, Antonio Albanese und Angelo Longoni. Nach dem kurzen Tanti auguri 1998, der mit dem Silbernen Band für den besten Kurzfilm ausgezeichnet wurde, drehte er viele Episoden der Reihe Giornalisti und debütierte im neuen Jahrtausend mit dem Kinofilm Se fossi in te. 2004 drehte er mit È già ieri eine Neuverfilmung von Bill Murrays Und täglich grüßt das Murmeltier; in der Hauptrolle der freundschaftlich mit Manfredonia verbundene und immer wieder mit ihm arbeitende Albanese. Sein 2008 entstandener Wir schaffen das schon erhielt zahlreiche Preise und Auszeichnungen. Manfredonia wird als ein leidenschaftlicher Erzähler von Tragödien mit humoristischer Note bezeichnet. Qualunquemente erzählte 2011 die Geschichte des kalabresischen Politikers Cetto La Qualunque, dargestellt von Antonio Albanese.

## Filmografie (Auswahl)
- 2000: Se fossi in te
- 2005: È già ieri
- 2008: Wir schaffen das schon (Si può fare)
- 2011: Qualunquemente